# Bulbophyllum xiphion
Bulbophyllum xiphion là một loài phong lan thuộc chi Bulbophyllum.